# 三平駅
三平駅（さんへいえき）は中華人民共和国河北省廊坊市三河市にある、中国鉄路総公司（CR）京哈線の駅。1975年に開業。北京駅から51km、ハルビン駅から1198kmの位置にある。北京鉄路局所属の四等駅に設定されている。

## 駅周辺
- G102国道
- 三河市第三中学
- 三河市李旗荘鎮法庭
- 永輝繁華購物中心

## 隣の駅
中国鉄路総公司
京哈線
大廠県駅 - 三平駅 - 三河県駅